# العقلاء الثلاثة (فلم)
العقلاء الثلاثة فيلم مصري من إنتاج عام 1965.

## قصة الفيلم
إنه يتكرر دائمًا. ذلك الكابوس الثقيل الذي يراه أمين في نومه، فهو يرى دائمًا شابًا يقبل نحوه ويسقط عليه بأداة ليقتله، يخاف أمين على مستقبله وممتلكاته فهو تاجر مشهور، لذا يتردد على الدكتور فوزي الذي يحاول علاجه نفسيًا، لكن حالة أمين لا تتحسن. ذات يوم يفاجأ به، أنه نفس الشاب الذي يزوره في أحلامه. لقد جاء إليه في مكتبه، يتقدم لطلب وظيفة في أحد محلاته، يعرف أمين أن الشاب واقع في حب ابنته ساميه، وأنها هي التي دفعته لمقابلة أبيها، يقف أمين لهذه الزيجة بالمرصاد، ويرفض الزواج تمامًا، يحاول الشاب صلاح إقناع الحبيبة بالهرب معه لكنها لا توافق، يعاود أمين التردد على عيادة الطبيب، ويبلغه أن الكوابيس أزدادت وطأتها، وأن الشاب صلاح يقوم بخطف بقية أفراد أسرته، ينجح الطبيب أن يزوج صلاح من ساميه الابنة، وبعد الزواج تتحول الكوابيس إلى أحلام وردية.

## بطولة
- رشدي أباظة : (أمين)
- سميرة أحمد : (سامية)
- أحمد رمزي : (صلاح)
- محمود المليجي : (د/ فوزي)
- نجوى فؤاد : (ضيفة شرف)
- توفيق الدقن : (ضيف شرف)
- شريفة ماهر : (ضيفة شرف)
- سهير مجدي : (راقصة)
- زهور : (راقصة)
- عادل إمام : (الفراش)
- جمال إسماعيل
- كامل أنور
- رجاء صادق
- عاطف مكرم : (طفل)
- إيناس عبد الله : (طفلة)

## روابط خارجية
- مقالات تستعمل روابط فنية بلا صلة مع ويكي بيانات